# Merneptah
Merneptah (hay Merentaph) là vị vua thứ tư của Vương triều thứ 19 của Ai Cập cổ đại. Ông cai trị trong khoảng từ cuối tháng 7 hoặc đầu tháng 8, 1213 đến 2 tháng 5, 1203 TCN theo lịch sử ghi nhận vào thời đó.

## Thân thế
Merneptah là con thứ tư của Isetnofret, vợ thứ hai của Ramesses II, và ông đã cưới hoàng hậu Isetnofret II, có thể là một người chị em mang tên mẹ của họ. Và có thể là Merneptah cũng cưới hoàng hậu Takhat, mẹ đẻ của pharaon soán ngôi Amenmesse.
Sau khi 12 người anh lần lượt qua đời, ông được chỉ định làm Thái tử và nối ngôi sau khi Ramesses băng hà. Ông có ít nhất 2 người con:
- Seti II, vua thứ năm của Vương triều thứ 19. Mẹ là Isetnofret II.
- Tiy-Merenese, hoàng hậu của pharaon Setnakhte và là mẹ của pharaon Ramesses III. Không rõ mẹ của công chúa.
- Hoàng tử Merenptah (?), biết đến qua 2 bức tượng của pharaon Merneptah. Ông có lẽ được phong thái tử nhưng bị Amenmesse giết chết[5].
- Công chúa Isetnofret (?), được gọi là Isetnofret D để phân biệt với các bà Isetnofret khác[5].
- Hoàng tử Khaemwaset (?), xuất hiện trên tượng của hoàng hậu Isetnofret II.

## Chiến dịch
Merneptah đã có đến bên ngoài dăm ba chiến dịch quân sự trong thời gian ông cai trị, phần lớn giao chiến với người Libya, nhũng người-với sự giúp đỡ của Hải nhân (Sea Peoples), đã đe dọa Ai Cập ở phương Tây. Vào năm trị vì thứ năm của ông, Merneptah dẫn đầu chiến thắng 6 tiếng trận đánh trong năm trị vì thứ năm của ông đối với lực lượng Libya và Hải nhân ở thành phố Perire, hầu như đã xác định vị trí ở bờ phía tây vùng châu thổ. Sự miêu tả chiến dịch của ông đánh quân Hải nhân và Libu thì mô tả trong văn xuôi ở bức tường bên cạnh cái cột thứ 6 ở Karnak và bài viết khắc trên bia đá Merneptah, hay còn được biết như bia đá Israel, những cái đã giải thích tới được cho là hoàn toàn sự phá hủy ở Israel vào chiến dịch năm thứ sáu của ông ở Canaan:"Israel bị cướp phá...dòng dõi của nó không còn nữa". Đây được công nhận là bảng tường thuật đầu tiên của người Ai Cập thượng cổ ghi về cuộc sống của Israel--"không như một thành phố hay đất nước, nhưng lại như một bộ lạc hay người".

## Kế vị

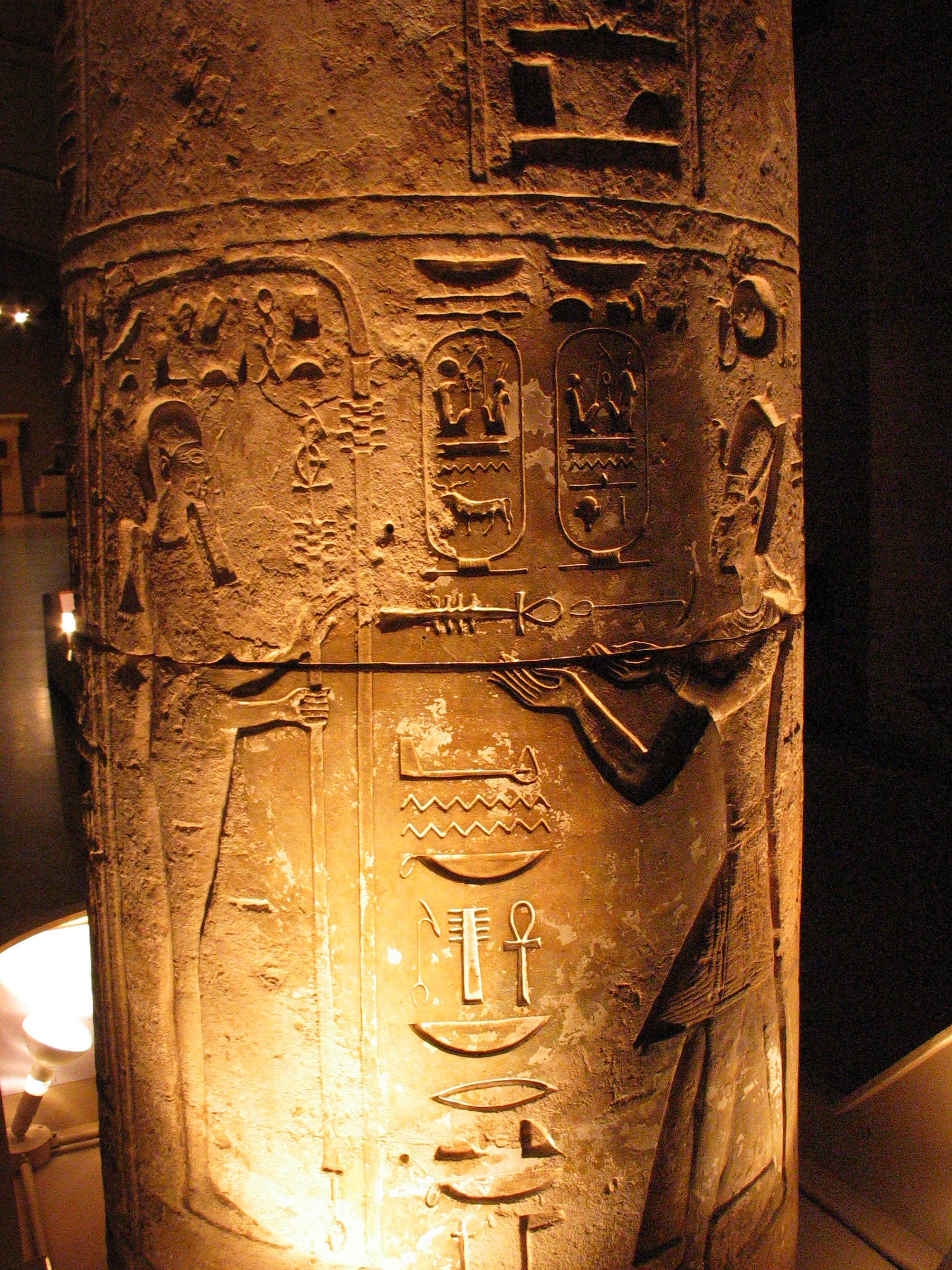
Merneptah tế thần Ptah

Merneptah đã cao tuổi khi ông lên ngôi. Merneptah chuyển trung tâm hành chính của Ai Cập từ Piramesse (Pi-Ramesses), kinh đô của cha ông, quay về Memphis, nơi ông xây dựng một cung điện hoàng gia bên cạnh đền thờ của thần Ptah.
Tuy nhiên, sự kế vị của Seti II đã bị thách thức: một vị vua đối thủ có tên là Amenmesse, người là một con trai của Merneptah với Takhat hay, ít khả năng hơn là của Ramesses II, đã nắm quyền kiểm soát Thượng Ai Cập và Kush trong thời gian giữa vương triều trị vì của Seti II. Seti đã có thể đã tái khẳng định quyền lực của mình ở Thebes trong năm thứ năm của ông ta, chỉ sau khi ông đánh bại Amenmesse. Có thể trước khi chiếm lấy Thượng Ai Cập, Amenmesse đã được biết đến như là Messui và đã là phó vương của Kush.

## Xác ướp

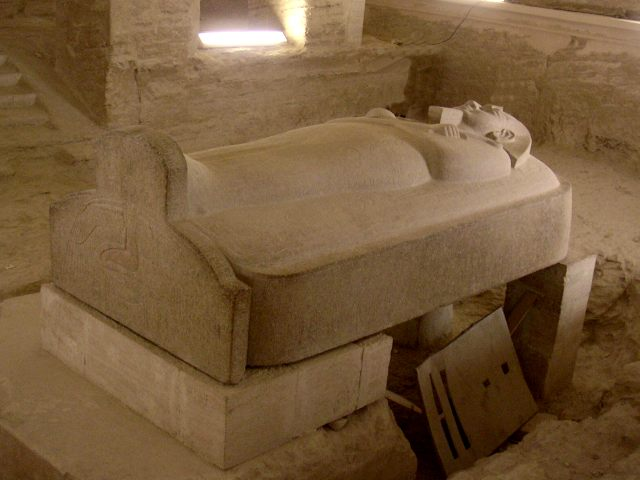
Quan tài của Merneptah ở mộ ông, KV8

Merneptah bị viêm khớp và xơ cứng động mạch của tuổi già và mất sau khi một vương triều kéo dài gần một thập kỷ. Ban đầu, Merneptah được chôn trong ngôi mộ KV8 trong Thung lũng các vị vua, nhưng xác ướp của ông đã không được tìm thấy. Năm 1898, nó đã nằm cùng với mười tám xác ướp khác trong một hố nơi giấu xác ướp bí mật được tìm thấy trong lăng mộ của Amenhotep II (KV35) bởi Victor Loret.

### Khám nghiệm

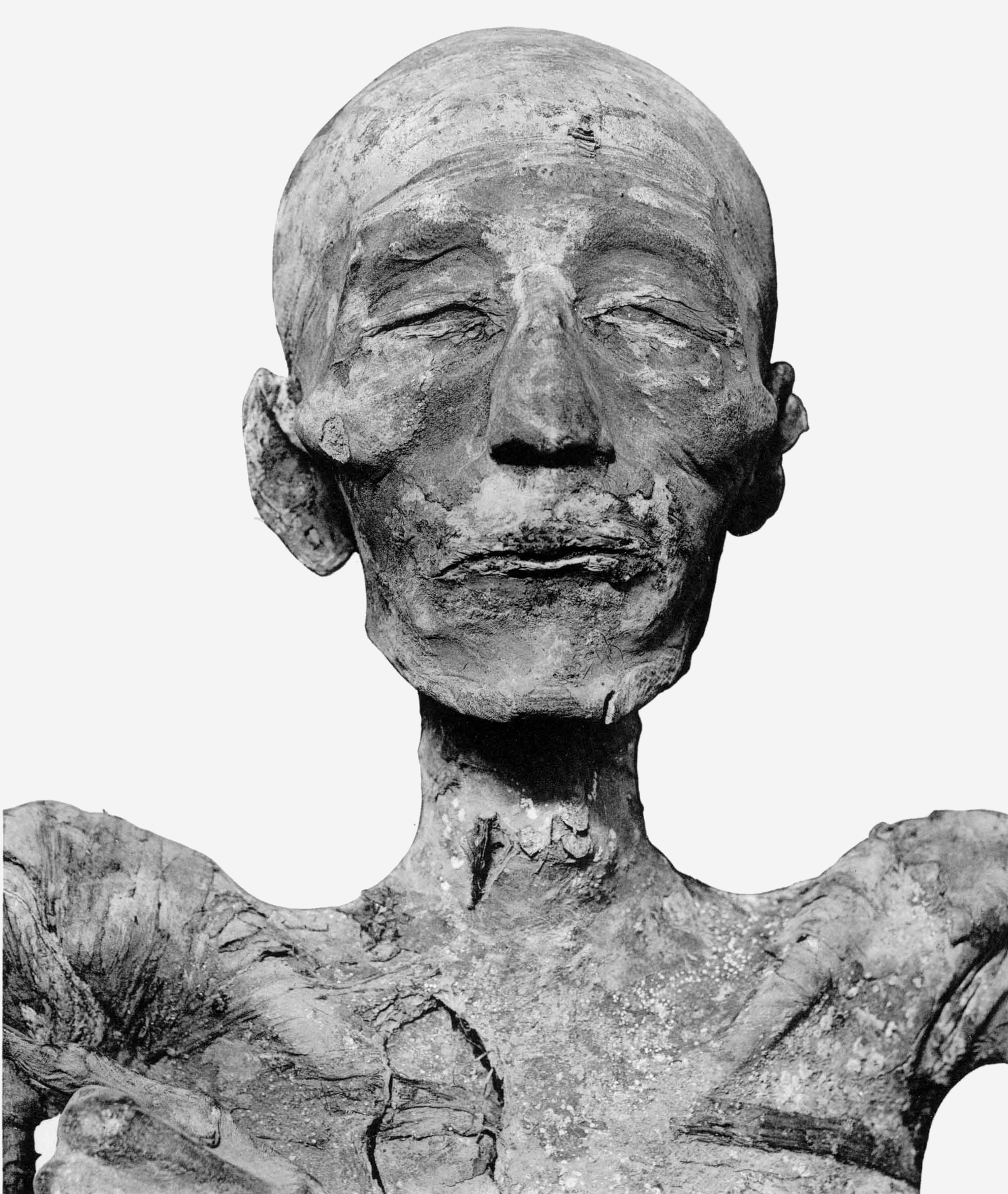
Đầu xác ướp Merneptah

Xác ướp của Merneptah được đưa tới Cairo và cuối cùng được tháo băng bởi Tiến sĩ G. Elliott Smith vào ngày 8 tháng 7 năm 1907.